# 第92屆奧斯卡最佳國際影片角逐名單

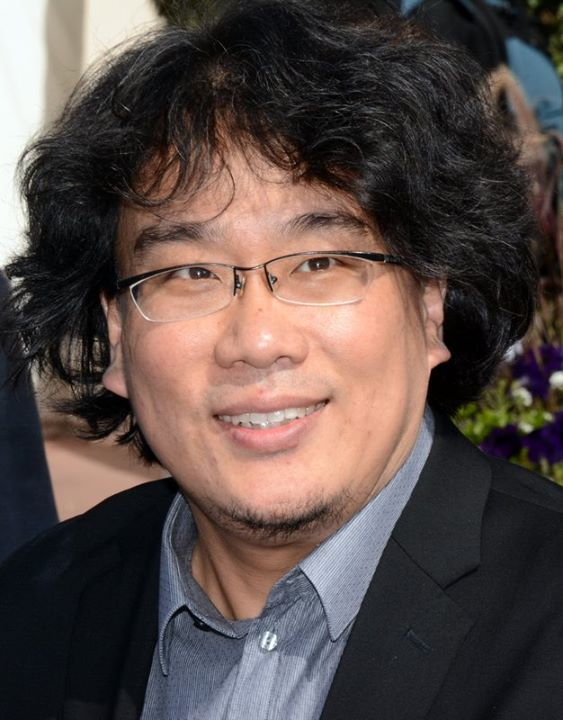
韓國導演奉俊昊憑藉《寄生上流》贏得最佳國際影片獎

本條目是第92屆奥斯卡金像獎最佳國際影片獎的角逐名單。美国电影艺术与科学学会自1956年設立該獎以來，每年都會邀請各國電影行業提交他們當年最出色的電影參加最佳外語片獎評選。該獎項每年由學院頒發主要包含非英語對白的非美國製作電影長片。國際影片獎委員會負責監督評選過程、審閱所有被提交的電影。該獎項原名為「奧斯卡最佳外語片獎」，但學院認為「外語」該詞已過時，所以於2019年4月更名為「最佳國際影片獎」。
所有被提交的電影必須於2018年10月1日到2019年9月30日期間在製片國家公映。電影提交截至時間為2019年10月1日，而學院將之後宣布合資格的電影名單。學院將在名單中公布十部入圍的電影，並於2020年1月公布五部最終候選作品名單。此屆有三個首次提交電影的國家，分別是迦納、尼日利亞和烏茲別克，迦納提交《阿扎里》，尼日利亞提交《獅心家族企業》，烏茲別克則提交《熱面包》。由於尼日利亞提交的電影大部分對話都是英語，因此在2019年11月4日學院取消參賽資格。

## 角逐電影
| 國家或地區   | 中文名                         | 原片名                                                    | 語言                             | 導演                                   | 結果         |
| ------------ | ------------------------------ | --------------------------------------------------------- | -------------------------------- | -------------------------------------- | ------------ |
| 阿富汗       | 《哈瓦，玛里亚姆，阿伊莎》     | حوا، مریم، عایشه                                          | 波斯語、達利語                   | 萨拉·卡里米                            | 不符資格     |
| 阿尔巴尼亚   | 《代表團》                     | Delegacioni                                               | 阿爾巴尼亞語，法語               | 布賈爾·阿里馬尼                        | 未提名       |
| 阿尔及利亚   | 《帕皮卡》                     | Papicha                                                   | 法語                             | 莫尼亞·梅德多                          | 未提名       |
| 阿根廷       | 《英勇废柴》                   | La odisea de los giles                                    | 西班牙語                         | 塞巴斯蒂安·波倫斯坦                    | 未提名       |
| 亞美尼亞     | 《漫漫長夜》                   | Էրկեն Կիշեր                                               | 亞美尼亞語                       | 埃德加·巴格達薩里恩                    | 未提名       |
|              | 《浮》                         | Buoyancy                                                  | 高棉語、泰語                     | 羅德·拉斯詹                            | 未提名       |
| 奥地利       | 《失落風塵》                   | Joy                                                       | 英語，德語                       | 蘇達貝·莫特扎                          | 取消資格     |
|              | 《阿爾法》                     | আলফা                                                       | 孟加拉語                         | 納西魯丁·優素夫                        | 未提名       |
| 白俄羅斯     | 《首秀》                       | Дебют                                                     | 俄語                             | 阿納斯塔西婭·米羅什尼琴科              | 未提名       |
| 比利时       | 《掘愛傷痕》                   | Nuestras madres                                           | 西班牙語                         | 塞薩爾·迪亞茲                          | 未提名       |
| 玻利维亚     | 《我思念你》                   | Tu me manques                                             | 西班牙語，英語                   | 羅德里戈·貝洛特                        | 未提名       |
|              | 《過失之子》                   | Sin                                                       | 波斯尼亞語                       | 伊妮絲·塔諾維奇                        | 未提名       |
| 巴西         | 《被遺忘的人生》               | A vida invisível                                          | 葡萄牙語                         | 凱里·阿努茲                            | 未提名       |
| 保加利亚     | 《阿加》                       | Ága                                                       | 雅庫特語                         | 米爾科·拉扎羅夫                        | 未提名       |
| 柬埔寨       | 《穿越時空的情歌》             | តន្រ្តីជីវិត                                                   | 高棉語，英文                     | 凱莉·素，索克·維薩                     | 未提名       |
| 加拿大       | 《安提戈涅》                   | Antigone                                                  | 法語                             | 蘇菲·德拉斯普                          | 未提名       |
| 智利         | 《蜘蛛》                       | Araña                                                     | 西班牙語                         | 安德烈斯·伍德                          | 未提名       |
| 中国         | 《哪吒之魔童降世》             | 《哪吒之魔童降世》                                        | 漢語                             | 饺子                                   | 未提名       |
| 哥伦比亚     | 《失控少年兵團》               | Monos                                                     | 西班牙語                         | 亞歷杭德羅·蘭德斯                      | 未提名       |
|              | 《蚂蚁的觉醒》                 | El despertar de las hormigas                              | 西班牙語                         | 安東內拉·蘇達薩斯                      | 未提名       |
|              | 《馬里》                       | Mali                                                      | 克羅地亞語                       | 安東尼奧·努伊奇                        | 未提名       |
| 古巴         | 《心靈翻譯官》                 | Un Traductor                                              | 西班牙語，俄語                   | 羅德里戈·巴魯索，塞巴斯蒂安·巴魯索     | 未提名       |
| 捷克         | 《塗汙之鳥》                   | Nabarvené ptáče                                           | 斯拉夫共通語                     | 瓦斯拉·馬雷浩爾                        | 入選12月名單 |
| 丹麦         | 《红心皇后》                   | Dronningen                                                | 丹麥語、瑞典語                   | 梅伊·艾爾-圖基                         | 未提名       |
|              | 《放映師》                     | El proyeccionista                                         | 西班牙語                         | 荷西·瑪莉亞·卡巴爾                     | 未提名       |
|              | 《最漫長的夜晚》               | La mala noche                                             | 西班牙語                         | 加布里埃拉·卡爾瓦什                    | 未提名       |
| 埃及         | 《有毒玫瑰》                   | الورود السامة                                             | 阿拉伯語                         | 法烏齊·薩利赫                          | 未提名       |
| 爱沙尼亚     | 《真相與正義》                 | Tõde ja õigus                                             | 愛沙尼亞語                       | 塔內爾·托奧姆                          | 入選12月名單 |
| 衣索比亞     | 《逆风奔跑》                   | የንፋሱ ፍልሚያ                                                 | 阿哈拉姆語                       | 揚·菲利普·魏爾                         | 未提名       |
| 芬兰         | 《愚蠢成人心》                 | Hölmö nuori sydän                                         | 芬蘭語，索馬里語                 | 塞爾瑪·維爾胡寧                        | 未提名       |
| 法國         | 《悲慘世界》                   | Les Misérables                                            | 法語                             | 萊奇·里                                | 提名         |
|              | 《辛迪斯》                     | შინდისი                                                   | 喬治亞語                         | 迪托·欽察澤                            | 未提名       |
| 德国         | 《蘿莉破壞王》                 | Systemsprenger                                            | 德語                             | 諾拉·芬格沙伊特                        | 未提名       |
|              | 《阿扎里》                     | Azali                                                     | 阿坎语                           | 夸貝納·基恩薩                          | 未提名       |
| 希腊         | 《当西红柿遇见瓦格纳》         | Όταν ο Βάγκνερ Συνάντησε τις Ντομάτες                     | 希臘語                           | 瑪麗安娜·伊康努姆                      | 未提名       |
| 香港         | 《掃毒2天地對決》              | 《掃毒2天地對決》                                         | 粵語                             | 邱禮濤                                 | 未提名       |
|              | 《血、熱情與咖啡》             | Café con Sabor a mi Tierra                                | 西班牙語                         | 卡洛斯·梅布雷尼奧                      | 未提名       |
| 匈牙利       | 《那些曾经》                   | Akik maradtak                                             | 匈牙利語                         | 巴納巴斯·托特                          | 入選12月名單 |
| 冰島         | 《接近無限的白》               | Hvítur, Hvítur Dagur                                      | 冰島語                           | 赫努爾·帕爾馬森                        | 未提名       |
| 印度         | 《印度有嘻哈》                 | गली बॉय                                                     | 印地語                           | 卓婭·阿克塔爾                          | 未提名       |
| 印度尼西亞   | 《我身記憶》                   | Kucumbu Tubuh Indahku                                     | 印尼語                           | 加林·努戈羅荷                          | 未提名       |
| 伊朗         | 《寻找法理德》                 | در جستجوی فریده                                           | 波斯語，荷蘭語，英語             | 庫羅什·艾塔伊，阿札德爾·穆薩維         | 未提名       |
| 爱尔兰       | 《加薩》                       | Gaza                                                      | 阿拉伯語                         | 加里·基恩，安德魯·麥康奈爾             | 未提名       |
| 以色列       | 《煽動》                       | ימים נוראים                                               | 希伯來語                         | 亞倫·齊伯曼                            | 未提名       |
| 義大利       | 《黑金叛徒》                   | Il traditore                                              | 意大利語                         | 馬可·貝羅奇奧                          | 未提名       |
| 日本         | 《天氣之子》                   | 天気の子                                                  | 日語                             | 新海誠                                 | 未提名       |
|              | 《哈萨克汗国：金王座》         | қазақ хандығының алтын тесігі                             | 哈薩克語，俄語                   | 魯斯特姆·阿布德拉謝夫                  | 未提名       |
|              | 《蘇比拉》                     | Subira                                                    | 英語，斯瓦希里語                 | 拉夫里特·西比·查德哈                   | 未提名       |
| 科索沃       | 《扎娜》                       | Zana                                                      | 阿爾巴尼亞語                     | 安東妮塔·卡斯特拉蒂                    | 未提名       |
|              | 《極光》                       | Aurora                                                    | 吉爾吉斯語，俄語                 | 貝克薩特·皮爾馬托夫                    | 未提名       |
| 拉脫維亞     | 《转移者》                     | Tēvs Nakts                                                | 拉脫維亞語，德語，意第緒語       | 達維斯·希馬尼斯                        | 未提名       |
| 黎巴嫩       | 《1982》                       | 1982                                                      | 阿拉伯語，英語                   | 奧利德·穆亞尼斯                        | 未提名       |
| 立陶宛       | 《时间之桥》                   | Laiko tiltai                                              | 愛沙尼亞語，拉脫維亞語，立陶宛語 | 克莉斯汀·布里埃德，奥德里厄斯·斯托尼斯 | 未提名       |
| 盧森堡       | 《菜鳥新編劇》                 | תל אביב על האש                                            | 希伯來語，阿拉伯語               | 薩邁赫·佐亞比                          | 未提名       |
| 马来西亚     | 《馬拉選戰》                   | M for Malaysia                                            | 馬來語，英語                     | 迪安·李，伊妮莎·魯西耶                 | 未提名       |
| 墨西哥       | 《厭世女傭日記》               | La camarista                                              | 西班牙語                         | 莉拉·阿維萊斯                          | 未提名       |
| 蒙古国       | 《男孩與駿馬》                 | Хийморь                                                   | 蒙古語，哈薩克語，漢語，俄語     | 埃爾登別列格·岡布爾德                  | 未提名       |
| 蒙特內哥羅   | 《无尽往事》                   | Između dana i noći                                        | 塞爾維亞語                       | 安德羅·馬丁諾維奇                      | 未提名       |
| 摩洛哥       | 《亞當》                       | آدم                                                       | 阿拉伯語                         | 瑪莉安·圖澤尼                          | 未提名       |
| 尼泊尔       | 《鵯》                         | बुलबुल                                                      | 尼泊爾語                         | 比諾德·保德爾                          | 未提名       |
| 荷蘭         | 《本能》                       | Instinct                                                  | 荷蘭語                           | 哈琳娜·瑞金                            | 未提名       |
| 奈及利亞     | 《獅心家族企業》               | Lionheart                                                 | 英語，伊博語                     | 格內維芙·內吉                          | 取消資格     |
| 北馬其頓     | 《大地蜜語》                   | Медена земја                                              | 土耳其語，馬其頓語，波斯尼亞語   | 塔瑪拉·科特夫斯卡，柳博米爾·斯特法諾夫 | 提名         |
| 挪威         | 《外出偷馬》                   | Ut og stjæle hester                                       | 挪威語，瑞典語                   | 漢斯·彼得·穆蘭                         | 未提名       |
| 巴基斯坦     | 《拉尔·卡布塔尔》              | لال کبوتر                                                 | 烏爾都語                         | 卡邁勒·汗                              | 未提名       |
| 巴拿马       | 《我們都變了》                 | Todos Cambiamos                                           | 西班牙語                         | 阿圖羅·蒙特尼格羅                      | 未提名       |
| 秘魯         | 《安地斯噤戀》                 | Retablo                                                   | 南克丘亞語                       | 阿爾瓦羅·德爾加多-阿帕里西奧           | 未提名       |
| 菲律賓       | 《判決之後》                   | Verdict                                                   | 他加祿語，菲律賓語，英語         | 雷蒙德·里拜·古鐵雷斯                   | 未提名       |
| 巴勒斯坦     | 《導演先生的完美假期》         | It Must Be Heaven                                         | 阿拉伯語，英語，法語             | 伊利亞·蘇萊曼                          | 未提名       |
| 波蘭         | 《另類神父代理人》             | Boże Ciało                                                | 波蘭語                           | 揚·科馬薩                              | 提名         |
| 葡萄牙       | 《遺產》                       | A Herdade                                                 | 葡萄牙語                         | 蒂亞戈·古埃德斯                        | 未提名       |
| 羅馬尼亞     | 《吹哨奇案》                   | La Gomera                                                 | 羅馬尼亞語，英語，戈梅拉岛哨语   | 柯內流·波蘭波宇                        | 未提名       |
| 俄羅斯       | 《裂愛》                       | Дылда                                                     | 俄語                             | 坎特米爾·巴拉果夫                      | 入選12月名單 |
| 沙烏地阿拉伯 | 《選舉大作戰》                 | المرشح المثالي                                            | 阿拉伯語                         | 海法·曼蘇爾                            | 未提名       |
| 塞内加尔     | 《大西洋》                     | Atlantique                                                | 沃洛夫語，法語，英語             | 瑪蒂·迪奧普                            | 入選12月名單 |
| 新加坡       | 《幻土》                       | 《幻土》                                                  | 漢語，英語，孟加拉語             | 楊修華                                 | 未提名       |
| 塞爾維亞     | 《彼得一世国王的加冕礼》       | Краљ Петар Први (Kralj Petar Prvi)                        | 塞爾維亞語                       | 佩塔爾·里斯托夫斯基                    | 未提名       |
| 斯洛伐克     | 《此处应有光》                 | Nech je svetlo                                            | 斯洛伐克語                       | 馬爾科·什科普                          | 未提名       |
| 斯洛維尼亞   | 《爱的历史》                   | Zgodovina ljubezni                                        | 斯洛文尼亞語，英語               | 索妮婭·普羅申克                        | 未提名       |
| 南非         | 《关节城市》                   | Knuckle City                                              | 科薩語                           | 賈梅爾·奎比卡                          | 未提名       |
|              | 《寄生上流》                   | 기생충                                                    | 韓語                             | 奉俊昊                                 | 获奖         |
| 西班牙       | 《痛苦與榮耀》                 | Dolor y gloria                                            | 西班牙語                         | 佩德羅·阿莫多瓦                        | 提名         |
| 瑞典         | 《然後我們跳了舞》             | And Then We Danced                                        | 喬治亞語                         | 拉凡·阿金                              | 未提名       |
| 瑞士         | 《沃尔肯布鲁赫的异想天开之旅》 | Wolkenbruchs wunderliche Reise in die Arme einer Schickse | 德語、意第緒語、希伯來語         | 麥可·施泰納                            | 未提名       |
| 泰國         | 《飛人類之吻》                 | แสงกระสือ                                                  | 泰語                             | 西蒂斯里·蒙哥西里                      | 未提名       |
| 臺灣         | 《誰先愛上他的》               | 《誰先愛上他的》                                          | 漢語                             | 徐譽庭、許智彥                         | 未提名       |
| 突尼西亞     | 《最親愛的陌生兒子》           | ولدي                                                      | 阿拉伯語                         | 穆罕默德·本·阿提亞                     | 未提名       |
| 土耳其       | 《義務》                       | Bağlılık Aslı                                             | 土耳其語                         | 森米·卡潘諾古                          | 未提名       |
| 乌克兰       | 《歸途望鄉》                   | Додому                                                    | 克里米亞韃靼語，烏克蘭語         | 納里曼·阿利耶夫                        | 未提名       |
| 英国         | 《馭風男孩》                   | The Boy Who Harnessed the Wind                            | 英語，齐切瓦语                   | 切瓦特·埃加福特                        | 未提名       |
| 乌拉圭       | 《换汇者》                     | Así habló el cambista                                     | 西班牙語                         | 費德里科·韋羅傑                        | 未提名       |
|              | 《熱面包》                     | Issiq non                                                 | 烏茲別克語                       | 烏米德·康達莫夫                        | 未提名       |
| 委內瑞拉     | 《性不性不由你》               | Yo, imposible                                             | 西班牙語                         | 派翠西雅·奧特加                        | 未提名       |
| 越南         | 《怒火》                       | Hai Phượng                                                | 越南語                           | 黎文杰                                 | 未提名       |

## 其他國家
原先烏干達選定《来自上方的科尼勋章》角逐獎項，但是該國奧斯卡評選委員會表示，此部電影不符合入選的最低資格要求，因此未提交。

## 外部連結
- 奧斯卡金像獎官方網站 （页面存档备份，存于）